# Ticheville
Ticheville település Franciaországban, Orne megyében. Lakosainak száma 195 fő (2022. január 1.). Ticheville Pontchardon, Le Bosc-Renoult, Guerquesalles, Roiville, Vimoutiers és Sap-en-Auge községekkel határos.

## Népesség
A település népessége az elmúlt években az alábbi módon változott:
| Lakosok száma | 219  | 213  | 216  | 205  | 201  | 198  | 193  | 189  | 195  |
|               | 2013 | 2015 | 2016 | 2017 | 2018 | 2019 | 2020 | 2021 | 2022 |